# こころナビ
『こころナビ』は2003年6月27日にQ-X（きゅーくす）が発売した18禁恋愛アドベンチャーゲーム。コンピュータソフトウェア倫理機構が近親相姦表現を禁止していた時期の作品でありながら、義理ではなく実の妹との恋を描いた事で話題になった他、ヒロインの作り込みを重視する作品作りで販売本数一万本を超えるヒット作品となった。
2008年には芳文社の漫画雑誌『コミックエール!』VOL.7において漫画『凛 -COCORO NAVI Another View-』（作画：しんやそうきち）の連載が開始され、2009年（VOL.12、休刊号）まで連載されたのち、単行本で書下ろしを加えて完結した。
株式会社ジャックインザボックスのウェブサイト「禁断のギャルゲー」より携帯電話アプリゲーム版も配信されている。

## ストーリー
時はPC・ネット技術が進んだ近未来。自分で造ったラウンダーと呼ばれるキャラクターで、インターネットを巡回できるIRIS（Imitated Rounder and Ideal system）という技術が開発された。「結局、人とのコミュニケーションが一番面白い」そんな人々の支持をうけ、IRISは一部のコアなネットユーザーだけではなく、より多くの人々にとってWebの世界を身近にしていった。
主人公・今関勇太郎は在学している進学校のギスギスした雰囲気を嫌い、学校での友達を作ろうともせずにネットにはまっていった。しかしネットにおいても自分のラウンダー「リュウヤ」を不可視設定にしたり、匿名掲示板で発言したりする日々が続く。そんな勇太郎の元にある日「魔法のブラウザ」という題名の怪しげなメールが届く。メールに添付されていた魔法のブラウザ「こころナビ」によってネットの世界に入り込んだ勇太郎はリュウヤと一体化、そこで謎の少女ルファナとこころナビの案内役コナと出会う。その後勇太郎はリュウヤとしてコナに導かれて様々な出逢いを経験し、その中で恋を芽生えさせていく。

## キャラクター

### 主人公
今関　勇太郎（いまぜき　ゆうたろう）
本作の主人公。両親に心配をかけまいと進学校に進学し登校もするが、進学校の「皆が競争相手」という雰囲気にうんざりしている。そのせいか学校など実生活での他者とのコミュニケーションを避けがちである。ネットに依存気味ではあるが、ネット上においても自分のラウンダーを他者から見えない不可視設定にするなど積極的とは言えない日々を送る。ラウンダーは「リュウヤ」を使用。

### ヒロイン
倉持　小春（くらもち　こはる）
（声：しまだかおり）
勇太郎の隣の家に住む一つ年下の幼なじみ。スポーツ、特に野球が好きな運動神経抜群少女。勇太郎と小さい頃「（勇太郎が小春を）毎朝起こして、一緒に学校に行く」という約束を結んでおり、勇太郎は毎朝あの手この手で彼女をたたき起こしてから登校している。超静電気体質で、かなり強い静電気を放電して初対面の人を驚かせてしまうことも。
今関　凛子（いまぜき　りんこ）
（声：南條祐季江）
勇太郎の妹。口数は少なくクールであり、普段は無愛想。勇太郎より遙かに重度のネット依存であり、パソコンやネットのスキルは相当なレベルに達している。あまり外出をしない生活を送っており、ネット経由で単位が取れる学校に在学し登校さえも必要最小限で済ましている。人嫌い、特に男嫌いではあるが兄の勇太郎には嫌悪感を持っていない様である。
アイノ＝ペコネン
（声：桜井薔子）
フィンランド出身の少女。日本のアニメやマンガが好きで、近所に住む日本人のお爺さんに日本語を教えてもらうほど。とても小柄で内気であり、他人と顔を会わせたりびっくりする事があると失神してしまう事がある。内気を直すために自分のサイト「Lumi lyhty（ルミ・リュフテュ:雪のランタンの意）」を立ち上げ、他者とのふれあいに慣れようとしている。普段は引っ込み思案で自分に自信が持てない様であるが、時々思い切った行動をとったり、スケートや車の運転等自分が得意な事では積極的になれる。両親が彼女の意志とは関係なく、結婚話を進めている事に心を痛めている。ラウンダーは彼女自身の姿・名前を持つ「アイノ＝ペコネン」を使用。
初瀬　みまり（はせ　みまり）
（声：西端由美）
いつも眠そうな眼をしたおっとり美人のお姉さん。小さい頃から巫女にあこがれており、大学卒業後に晴れて巫女となる。関西出身で、ゆったりとした口調の関西弁を喋る。霊感が強く、偶然彼女の務める初瀬神社を訪れた勇太郎に何か変わった物が憑いている事を感じ取り興味を持つ。大の和菓子好き。
仲手川　夢（なかてがわ　ゆめ）
（声：高橋夕稀）
勇太郎のクラスメイトであり、大昔のステレオタイプな不良イメージをなぞる様な言動が痛々しい、勘違い不良少女。一人で学校非公認の飼育部を作り動物たちの世話をしていたり、優しく接してくる相手に邪険な態度をとり続けることが出来なかったりと本当は心優しい少女である。敢えて不良を演じているのには何か彼女にとって大きな理由があるらしい。絵を描く事が得意。
ルファナ
（声：唄野舞）
初めて勇太郎がこころナビでネットに入った時に出会った天真爛漫少女。ひどい方向音痴らしく、リュウヤとは色々な所で出会うことになる。初対面の時からリュウヤをマスターの名前である勇太郎と呼んだり、リュウヤ以外のラウンダーは彼女を見ることが出来なかったりと謎が多い。彼女とはネット上で出会うが、ラウンダーなのかどうかさえも不明。羞恥心が希薄で、アクシデントで胸などを触られても頓着しない。人の心、特に恋する心を知りたがっているらしい。

### ラウンダー
ラウンダーとはIRISによって実現される、ネット内におけるIRISユーザー（マスター）の分身的存在である。マスターがオンラインの時にはマスターはラウンダーとして振る舞い、その行動・言動はラウンダーのAIで学習されていく。この学習成果はマスターがオフライン時に生かされ、ラウンダーは自律的に動き、ネット上の他者と会話する事が出来る。このため、ラウンダーは単なるアバターにとどまらず、ネット上における一個の独立した人格ともいえる存在に成長していく。通常、ラウンダーはあくまで画面の中の存在であるが、こころナビ使用者はネットの世界に入り込みラウンダーと一体化する事が出来る。
なお、マスターとは別の外見・名前を持つラウンダーを使用する者も、マスターと同じ外見・名前のラウンダーを使用する者もいる。
リュウヤ
リンク集サイト「リュウヤの心」の管理人ラウンダー。マスターは今関勇太郎。勇太郎の「理想の自分」のイメージでつくられたラウンダーであるため勇太郎を多少美化したような外見を持ち、雰囲気は勇太郎と似ている。積極的・外向的な好青年。
ラミュー
少女漫画と占いのサイト「宝石少女」の管理人ラウンダー。
舞耶（まいや）
色々な思い出を集めて展示している「おもいで図書館」の管理人ラウンダー。
蘭煌（らんふぁん）
主にアングラ系ニュースを扱うサイト「Stressful Angel」の管理人ラウンダー。黒いチャイナドレスにくわえ煙草、大人びた魅力を持つ女性。語尾に「～アル」とつける、似非中国人的喋り方をする。「リュウヤの心」にリンク登録した事の挨拶がきっかけでリュウヤと知り合う。実はヒロイン・ラウンダー中一番の巨乳。
忍（しのぶ）
自称「流しの拝み屋」。
アイノ＝ペコネン
フィンランド紹介サイト「Lumi lyhty」の管理人ラウンダー。マスターであるアイノと同じ外見と名前を持つが、他のラウンダーと同じく彼女もまたラウンダー自身としての人格を持っている。

### サブキャラクター
コナ
魔法のブラウザ「こころナビ」の案内役である可愛い妖精。見た目の可愛さとは裏腹にこころナビの機能による強力な力をネット上で発揮することが出来る。日本語学習の際に参考にした時代劇の影響で武士の様な喋り方をする。「リュウヤの心」はコナさんがWEB制作の補助をしたため、彼女の趣味である純和風デザインになっている。本来は「単なるプログラム」のはずなのだが、とてもそうとは思えない人間味たっぷりのお茶目な妖精さん。
サナ

暮林　鳴海（くればやし　なるみ）
勇太郎のクラスメイト。重度のナルシストであり、自身の美の探求を怠らない。他の生徒とは違う白い制服を自ら調達して着ており、学校側は何度か学校指定の制服を着させようとしたものの、彼の変人ぶりからついには諦めてしまったらしい。その変人ぶりの為他のクラスメイトとの交流は多い方ではないが決して嫌味な性格という訳でもなく、勇太郎と普通に話せる数少ないクラスメイトの一人。「理想の自分」や「演じてみたいキャラ」ではなく、自分自身こそが美しいという理由から、ラウンダーは彼自身の外見と名前を持つ「暮林鳴海」を使用。しかし自分の美のみではなく、他者の美を認めることがあり、どうやら勇太郎にも何らかの美を見いだしているらしい。
今関・母（いまぜき　はは）
勇太郎と凛子の母親。名前は不明。勇太郎の成績や、引きこもりがちの凛子を心配している。
実光　幹雄（じつみつ　みきお）
勇太郎のクラスメイト。凛子に一目惚れする。
頭が非常に良いが、その事を鼻に掛けた物言いをする。その一方で、勇太郎の勉強の心配をしたり、献血に行ったり、信心深かったりするなど、憎めない面がある。
イリス
魔法のブラウザ「こころナビ」の根幹に深く関わる少女。病弱で、ネットが彼女にとっての世界であった。金髪で、儚げな表情をしている。本編では名前しか出てこないが、ノベルズの表紙でその容姿が確認できる。

## スタッフ
- シナリオ：茉森晶
- 原画：亜方逸樹
- 音楽：溝口哲也
  - OP：『こころつなげて』
    - 作詞:茉森晶
    - 作曲:溝口哲也
    - 歌：藤野哩

  - ED：『ハレバレしよう！』
    - 作詞:茉森晶
    - 作曲:溝口哲也
    - 歌：藤野哩

## 主な関連商品や展開等
- こころナビTG Ver. - TECH_GIAN2003年11月号付録CD-ROM、2004年1月号、3月号付録のDVD-ROMに三回に渡って掲載。
- こころナビanother - TECH_GIAN2007年4月号付録のDVD-ROMに掲載。
- こころナビ ビジュアルファンブック - ソフトバンククリエイティブ刊、設定資料や関連イラスト、Q-Xインタビュー等を掲載。ソフトバンクのパリーグ参入検討に伴い、アダルトコンテンツ取り扱い方針が変わったため絶版。
- 小説「こころナビ」[リンク切れ] - イーグルパブリシング刊、ゲーム本編のスタッフによる小説。
- ゲームコミック こころナビ - アンソロジーコミック、ラポート刊。発売後二ヶ月ほどでラポートが倒産、絶版。
- こころナビ Complete Tracks[リンク切れ] - データム・ポリスター発売、オフィシャルサウンドトラック
- こころナビドラマCD - オフィシャルHPにおける発表のみ。2008年3月時点では未発売。
- 抱き枕カバー（凛子） - 凛子の描き下ろし抱き枕カバー。
- コナふにふにクッション！ - コナさんの描き下ろしイラストによるクッション。発送直前に発売元のfaceが倒産し、先払いによる受注後の発送予定だったため、支払った代金が戻ってこない問題が起きた。
- NEWコナ・ビーズクッション - 「コナふにふにクッション！」発売中止を受け、新たに企画され新規イラスト描き下ろしにてソフトバンクパブリッシングから発売されたビーズクッション。
- DX こころナビ アイノ＝ペコネン[リンク切れ] - スプリングより発売、完成品フィギュア